# Штуцерна лінія
Лінія штуцерна (рос. линия штуцерная; англ. choke line; нім. Stutzenlinie f) — у нафто- та газовидобутку — трубопровід на блоці превенторів і водовіддільної колони для регулювання тиску у свердловині.